# České země za první světové války

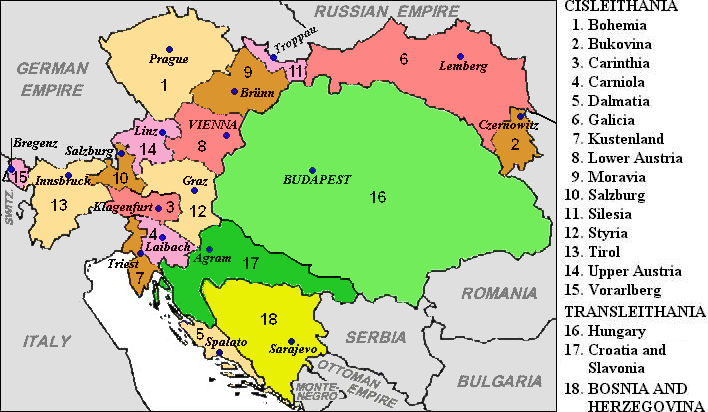
Správní členění rakousko-uherské monarchie v průběhu války. Čechy (č. 1) vyznačeny okrovou, Morava (č. 9) hnědou a Slezsko (č. 11) fialovou barvou

České země prožily za první světové války v letech 1914 až 1918 závěrečnou etapu habsburské vlády. Válka pro Rakousko-Uhersko začala 28. července 1914 vypovězením války Srbsku. Tato odveta za atentát na následníka rakouského trůnu Františka Ferdinanda d'Este se však v průběhu srpna rozrostla v celoevropský a následně celosvětový konflikt.
Bojů první světové války se v rakousko-uherských jednotkách zúčastnilo 9 milionů vojáků, z nichž se přibližně 1,1 milionu nevrátilo. Počet českých mužů mobilizovaných ze zemí Koruny české do císařské armády bývá odhadován na 1,4 milionu, přičemž padnout ve válce mělo přibližně 140 000. Kromě vojáků, bojujících v rakousko-uherské armádě se také menší počet Čechů zapojil do bojů na opačné straně. Šlo o tzv. Československé legie, které se rekrutovaly z dřívějších emigrantů, válečných zajatců a přeběhlíků. Počet oficiálně uznaných legionářů se uváděl na 90 tisíc, z nichž v bojích přišlo o život asi 5,5 tisíce z nich. Demograf Vladimír Srb odhadl celkový počet mužů z českých zemí, kteří v první světové válce zemřeli v boji či následkem zranění, na přibližně 300 000.
Postoj české společnosti k monarchii a panovnickému rodu se v průběhu války výrazně proměnil. Počáteční převažující loajalitu vystřídal kvůli vysokým ztrátám a drastickému zhoršení zásobovací situace na konci války odpor k pokračujícím bojům, k čemuž se v českém prostředí připojily i národnostní požadavky. Český odboj proti monarchii našel na počátku války odezvu především u českých krajanských komunit v zahraničí. Vedoucími postavami československého zahraničního odboje se stali Tomáš Garrigue Masaryk, Milan Rastislav Štefánik a Edvard Beneš. V čele domácího odboje, který zesílil až v závěru války, stáli Karel Kramář a Alois Rašín.
Hospodářské zhroucení válkou vyčerpané monarchie a porážka Centrálních mocností vedly na podzim roku 1918 k rozpadu Rakouska-Uherska. 28. října došlo k ustanovení První československé republiky.

## Vypuknutí války

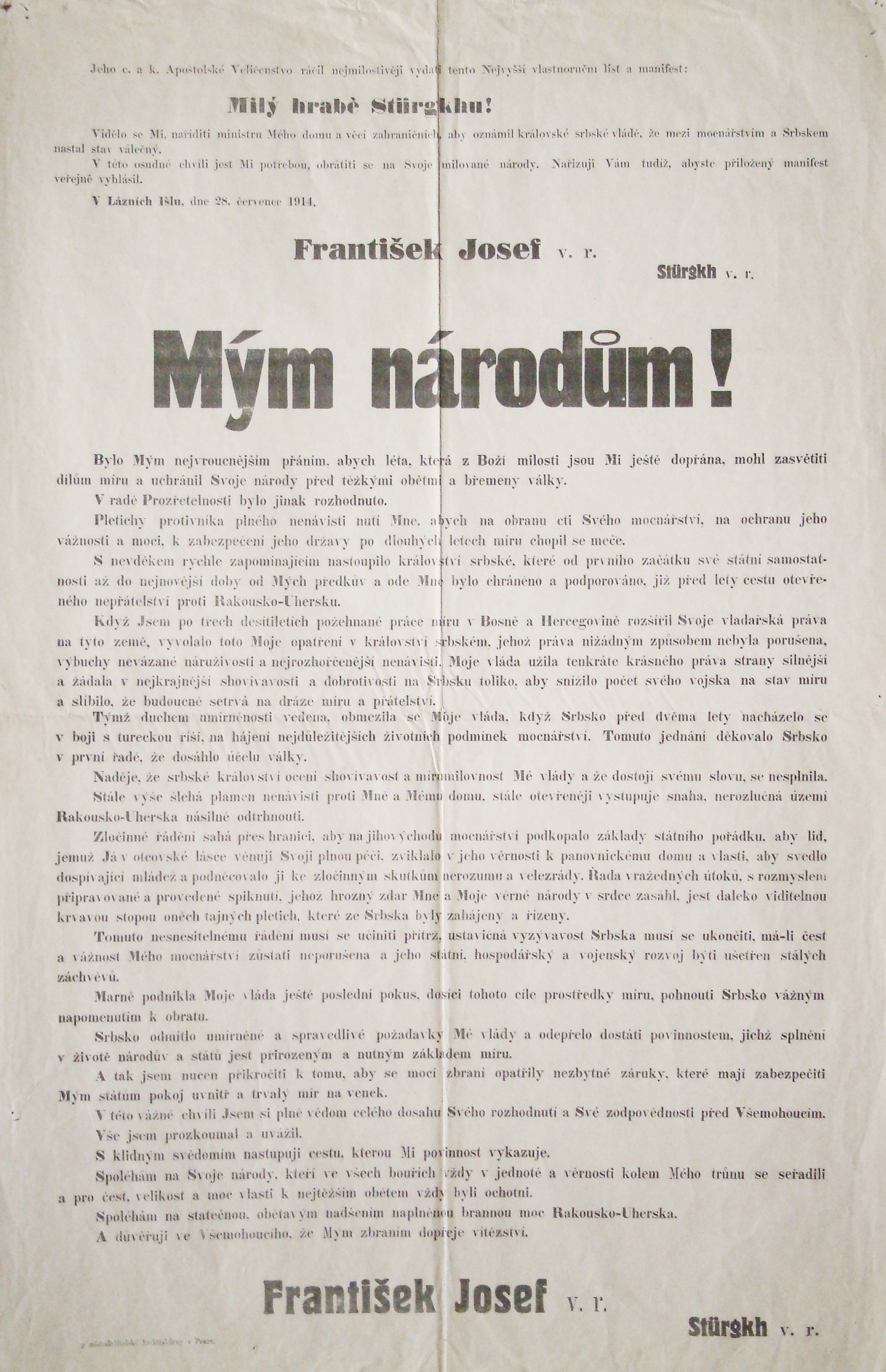
Císařský manifest Mým národům! oznamující vypuknutí války se Srbskem

O vyhlášení války Srbskému království a mobilizaci informoval obyvatelstvo v Rakousku-Uhersku manifest císaře Františka Josefa I. Mým národům! v den vypuknutí války, tedy 28. července 1914. Oba soupeře však již počátkem srpna doplnily další evropské státy a z války se tak brzy stal konflikt kontinentální. Monarchie podporovaná Německem vyhlásila válku Rusku 6. srpna, načež druhého dne vypověděla Rakousku válku Černá Hora a 12. srpna tak učinili i ruští spojenci, Francie a Velká Británie.
Značná část evropské společnosti prožívala po vypuknutí války vlnu euforie. V nadcházejícím konfliktu totiž mnozí spatřovali ozdravný moment, který očistí dekadentní Evropu z doby Fin de siècle. Rozdíly však nepochybně panovaly u zprvu bojechtivého zázemí a samotných mobilizovaných vojáků. V Rakousku-Uhersku podlehly nadšení z války především „vládnoucí národy“ Němců a Maďarů. V českém prostředí převládl neutrální až rezervovaný postoj, neboť české obyvatelstvo chápalo válku jako vnucenou, navíc vedenou proti „slovanským bratrům“ Srbům a Rusům. Přestože byla nálada mezi českým obyvatelstvem ve větší míře sklíčená, proběhla mobilizace v českých zemích sice bez nadšení, ale oproti původnímu očekávání bez potíží. Do zbraně byli v monarchii povoláni záložníci a náhradní záložníci ročníků 1882 až 1889, příslušníci domobrany ročníků 1872 až 1881, aktivně sloužící vojáci a náhradní zálohy ročníků 1890 až 1892 a náhradní záložníci z ročníku 1893. Tím se množství vojáků monarchie zvýšilo z předválečných 450 000 na 1 421 250. V českých zemích byli povolaní vojáci řazeni do VIII. pražského, IX. litoměřického, I. krakovského a II. vídeňského sboru.
Vyhlášení války provázela v monarchii celá řada válečných a mobilizačních opatření. Již 25. července 1914 vyšla první z řady císařských nařízení, která rušila základní ústavní práva – právo na osobní svobodu, ochranu domácnosti, listovní tajemství, svobodu shromažďovací, svobodu tisku a svobodu projevu. Byla zastavena činnost porotních soudů a civilisté byli v mnoha případech podřízeni soudům vojenským. Byl zřízen válečný dohlédací ústav, který měl dbát na udržování klidu uvnitř země, bojovat proti špionáži a cenzurovat tisk. Dále vyšla nařízení o zrušení předpisu o nedělním a svátečním klidu, o prodloužené pracovní době a další. Téhož dne byla rovněž uzavřena Říšská rada a císař František Josef I. v souladu s Ústavním paragrafem 14 nadále vládl s pomocí císařských nařízení.

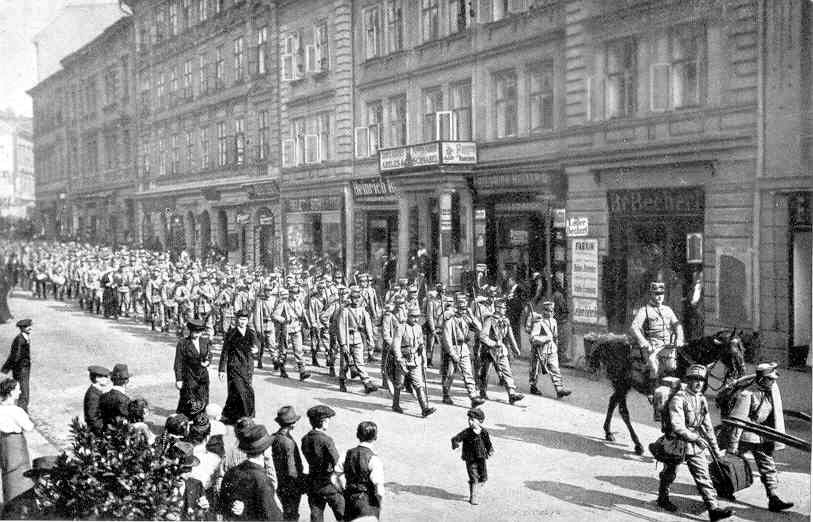
Vojáci 73. pěšího pluku pochodující 1. srpna 1914 ulicemi Chebu

Česká politická scéna byla takovýmto vývojem událostí zaskočena. Zástupci nejsilnějších stran mlčeli, nacionálové byli ochromeni silnou perzekucí a pouze prorakouští klerikálové pokračovali v loajální politice. Záhy se v Čechách rozběhly do té doby nevídané politické procesy. 4. září 1914 byl zatčen vůdce národně-sociální strany Václav Klofáč a vedle něj též množství dalších národních sociálů, antimilitaristů a anarchistů. Do konce roku 1914 mělo být v Čechách kvůli politickým deliktům zatčeno 950 osob, z nichž 704 bylo předáno vojenským soudům. Život v zemi byl umrtven nejen cenzurou a perzekucí potenciálně nebezpečné politické opozice, ale též samotnou mobilizací, která se v konečném důsledku týkala celých ročníků narozených mezi lety 1865 až 1900. Z nedostatku pracovních sil pramenil též nedostatek potravin, který se dostavil již na podzim 1914. Ten se vláda pokusila v prosinci 1914 vyřešit stanovením maximálních cen.
Vyhlídky nevládnoucích národů monarchie na počátku války nebyly optimistické. Nepřátelské státy Dohody s nimi zatím nepočítaly a v případě vítězství Centrálních mocností je po válce s velkou pravděpodobností čekala tvrdá vlna germanizace případně maďarizace. Po vypuknutí války se do čela českého protirakouského odboje postavil poslanec Říšské rady Tomáš Garrigue Masaryk, který vycházel z předpokládané vojenské porážky Centrálních mocností vedoucí k rozbití rakouské monarchie. Ve svém projektu počítal s vytvořením samostatného československého státu, který měl sjednotit historické české země a „slovenské oblasti“ Uherska, což Masaryk obhajoval koncepcí Čechoslovakismu. Na počátku války našel Masaryk oporu pro své plány především u českých a slovenských krajanských sdružení v zahraničí. Již v srpnu vznikla ve Francii vojenská skupina českých a slovenských dobrovolníků – rota Nazdar. V Rusku vznikla v srpnu jako samostatný oddíl ruské armády Česká družina, složená původně z českých krajanů později doplněná i o české přeběhlíky na východní frontě. V září 1914 vzniklo v USA České národní sdružení, které bylo později prohlášeno za ústřední organizaci amerických Čechů.

## Válečná léta

### Rok 1914
První neúspěchy v bojích se Srbskem v roce 1914 znamenaly pro monarchii velmi vysoké ztráty. Mnoho padlých a raněných zde mimo jiné utrpěly i české jednotky VIII. sboru. Ani válka s Ruskem se však přes prvotní dílčí úspěchy nevyvíjela pro Rakousko-Uhersko nejlépe a do konce roku 1914 monarchie přišla o 150 700 mužů, měla 470 409 raněných a 344 404 zajatých vojáků, z nichž většina připadala právě na východní frontu.

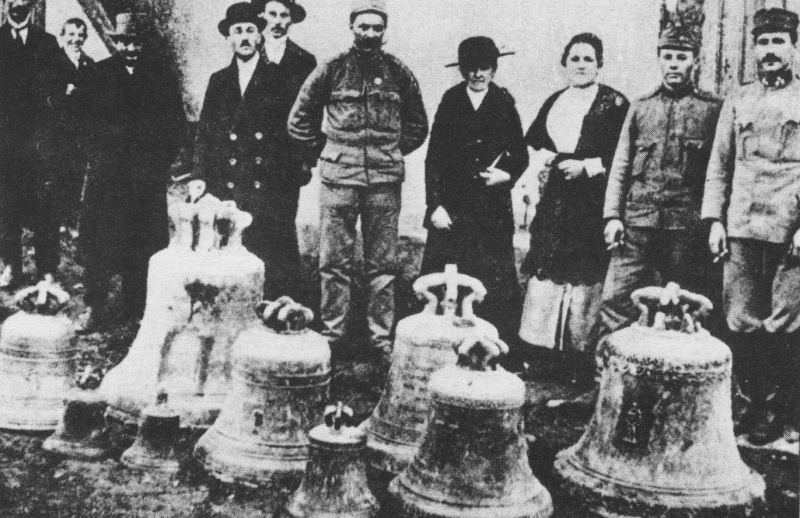
Rekvírování zvonů pro válečné účely

Zprávy o vysokých ztrátách rozrušily české zázemí a ovlivnily postoje nových pluků odjíždějících na frontu. Naděje na rychlý konec války navíc v září 1914 vzbuzoval i postup Rusů na západ. Velitelství ruské armády tehdy vydalo provolání k národům Rakouska-Uherska, kde se slibovala spravedlnost a právo potlačeným národům monarchie. Rusové v bitvě o Halič postoupili na východní Slovensko a po bojích na Visle se blížili k severovýchodním hranicím Moravy. Rusofilské náladě v českých zemích se rakouská vláda snažila čelit zvýšenou perzekucí. V Moravské Ostravě byl v listopadu popraven rozšiřovatel protirakouských letáků Slavomír Kratochvíl, považovaný za první oběť prvního odboje.
Zatím neúspěšné a krvavě zaplacené vojenské tažení proti Rusku radikalizovalo českou veřejnost i samotné vojáky. Množící se dezerce daly podnět ke svalování viny za vojenské neúspěchy na špatnou morálku českých vojáků. Protičeskou propagandu využívala jak vláda, generální štáb se sídlem ve slezském Těšíně, tak i aktivisté z řad německých nacionalistů. Míra českých dezercí byla záměrně zveličována, ačkoliv k dezercím docházelo i u jiných národností. Navíc jistě větší část zajatců, kteří se dostali na ruskou stranu, tvořili vojáci, kteří se vzdali v bezvýchodné vojenské situaci Hötzendorfova megalomanského pokusu o ofenzívu a po zhroucení systému vojenského zásobování v zimě na přelomu roků 1914 a 1915. Naprostá většina českých vojáků ale dál bojovala za svého císaře.
Faktem však zůstává podstatně nižší výkonnost českých vojáků na srbské i ruské frontě. Většina Čechů totiž nerozuměla smyslu této války a navíc cítila náklonnost k nepříteli. V kombinaci s těžko pochopitelným způsobem vedení boje ze strany vysokých důstojníků to nutně vedlo k takřka nulové motivaci vojáků, jak se můžeme dočíst i v dobových výpovědích.
Do rakouských státních orgánů nadále přicházely zprávy o tom, že české obyvatelstvo sympatizuje s Rusy, že nosí všeslovanské trikolóry, že se stále rozšiřují protistátní letáky a že mezi českými vojáky dochází k odpírání poslušnosti. Místodržící v Čechách František Thun, tehdy již v pokročilém věku, byl neustále pod tlakem generálního štábu císařské armády, kterému se snažil vzdorovat. Nátlak vydržel jen do března 1915, kdy odstoupil s odkazem na svůj špatný zdravotní stav. Ve funkci ho nahradil armádě mnohem povolnější Maxmilián Coudenhove. Místodržící na Moravě Oktavián von Bleyleben již od počátku války patřil k bezproblémovým vykonavatelům vojenských direktiv.

### Léta 1915 a 1916
Po odjezdu Tomáše Garrigua Masaryka do exilu se již počátkem roku 1915 z členů několika českých politických stran zformovala domácí odbojová skupina označovaná jako Maffie. Čelnými představiteli tohoto zpravodajského a konspiračního orgánu, který jednal o vytvoření příznivých podmínek pro podporu české a slovenské zahraniční akce, byli Edvard Beneš, Karel Kramář, Alois Rašín, Přemysl Šámal a Josef Scheiner. Těžká rána pro domácí odboj však přišla záhy, když došlo k zatčení Karla Kramáře a Aloise Rašína.

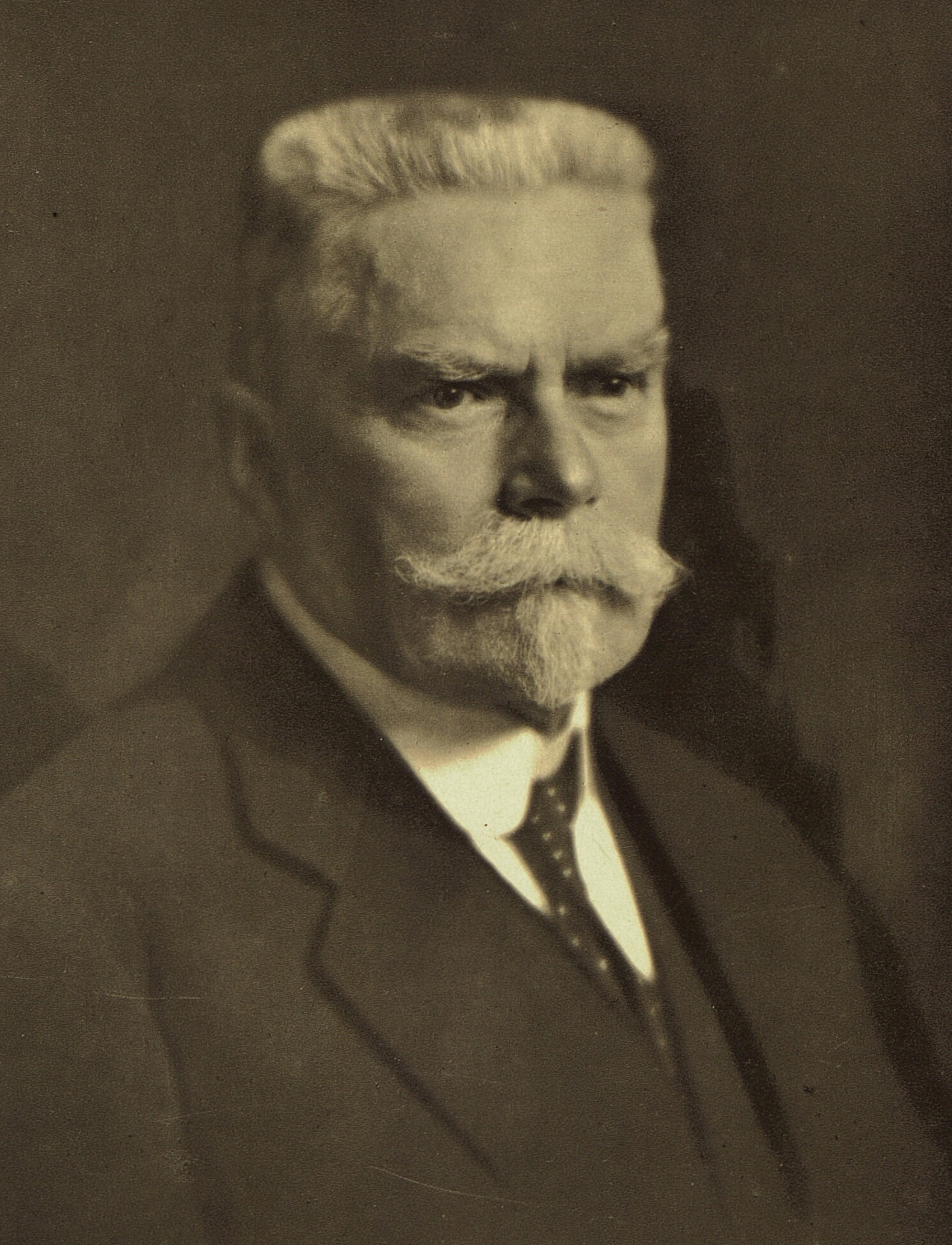
Karel Kramář – čelný představitel domácího odboje

Karel Kramář byl zatčen 21. května 1915 a roku 1916 byl pro velezradu odsouzen k trestu smrti. Na rozdíl od svého spoluvězně Aloise Rašína věznění těžko snášel a propadal zoufalství. Proces vykonání trestu se protahoval, až nakonec smrt předlitavského ministerského předsedy a císaře Františka Josefa I. znamenala změnu politického kurzu a Rašín i Kramář byli amnestováni a propuštěni.
Na frontách se mezitím s přispěním Německa podařilo Rakousku-Uhersku zastavit neúspěchy prvního válečného roku a díky spojenci přeneslo v roce 1915 boje na území svých protivníků. 2. května 1915 byla ruská armáda poražena v bitvě u Gorlice a po tomto průlomu musela ustoupit o téměř 500 kilometrů na východ. Pro Rakousko znamenal zásadní změnu situace 23. květen, kdy do války na straně Dohody vstoupila do té doby neutrální Itálie. Jejím vypovězením války Rakousku-Uhersku došlo ke vzniku italské fronty. Bojů se zde zúčastňovali ve značném množství i Češi, reminiscence na dřívější války v tomto teritoriu i charakter bojiště vedl ke skutečnosti, že možnost přebíhání k nepříteli byla mnohem nižší než na srbské nebo ruské frontě. Na italské frontě bojovali čeští vojáci s větším nasazením i přes výrazně se zhoršující podmínky jak na frontě, tak v zázemí.
Krvavých bitev na Soči i na Piavě se zúčastnilo přibližně 300 tisíc vojáků z českých zemí. Jejich počet stoupl zejména po podepsání brest-litevského míru, kdy došlo k uvolnění vojáků z východní fronty. Rakousku-Uhersku se na podzim 1915 podařilo s pomocí německých a bulharských sil obsadit Srbsko, avšak boje na Balkáně pro monarchii neskončily, neboť Dohodě se ještě téhož roku podařilo otevřít tzv. Soluňskou frontu v Makedonii a Rumunské království povzbuzené Dohodou vyhlásilo Rakousku-Uhersku válku 27. srpna 1916. Spolu s německou a bulharskou armádou se však Habsburská monarchie dokázala s tímto nepřítelem vypořádat a vojska Centrálních mocností Rumunsko do konce roku 1916 porazila.
Zahraniční odboj okolo Tomáše Garrigua Masaryka se v průběhu roku 1915 postupně zkonsolidoval. Masaryk v dubnu 1915 předal britskému ministerstvu zahraničí memorandum Independent Bohemia, kde představil program na osamostatnění Čech na Rakousku-Uhersku. 6. července pronesl v Ženevě při příležitosti 500. výročí upálení mistra Jana Husa projev, v němž se vyslovil pro československou samostatnost a rozbití habsburské monarchie. Vrchní velitelství Rakousko-uherské armády na něj za to vydalo zatykač. V září za Masarykem emigroval i Edvard Beneš a byl založen Český zahraniční komitét, který byl prvním orgánem zahraničního odboje, který svým prohlášením vyhlásil Rakousko-Uhersku boj. V únoru 1916 se Český zahraniční komitét v Paříži přeměnil v Národní radu zemí českých a od května téhož roku byl znám jako Československá národní rada, která začala cílevědomě pracovat na dosažení československé samostatnosti. Předsedou Československé národní rady se stal Masaryk, místopředsedou Josef Dürich a kromě Beneše patřil mezi její významné členy i Slovák Milan Rastislav Štefánik.
Snaha těchto politiků usilujících o rozpad monarchie však závisela na úspěchu českých a slovenských legionářských jednotek. Česká družina v Rusku byla počátkem roku 1916 přetvořena ve střelecký pluk a záhy se rozrostla na střeleckou brigádu, která do října 1916 čítala přes pět a půl tisíce vojáků. Další nábor však prozatím narážel na zdrženlivý postoj ruské vlády. Československé jednotky mezitím působily i ve francouzské Cizinecké legii a Srbské dobrovolnické divizi.

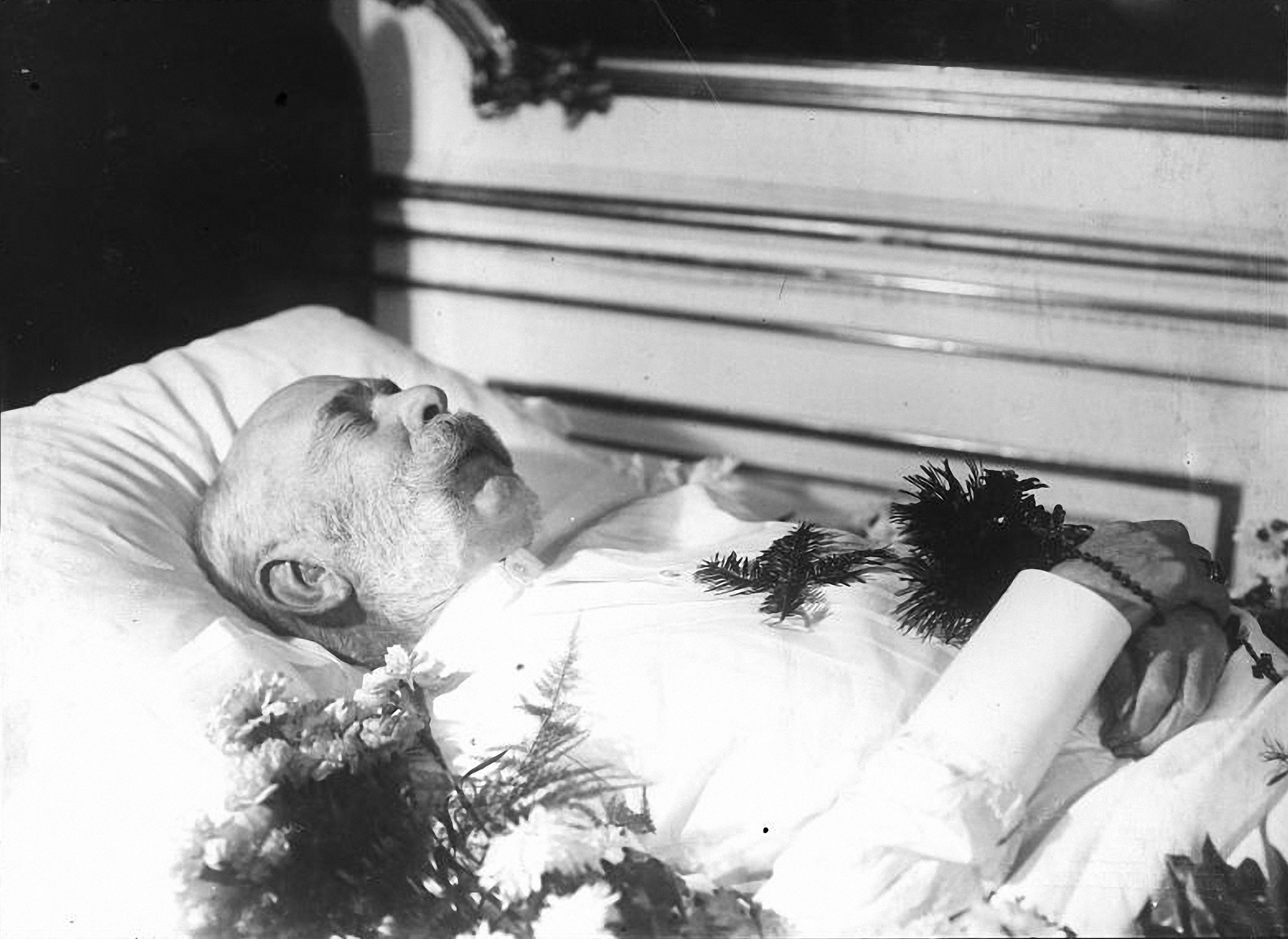
Tělo mrtvého císaře Františka Josefa I.

Závěr roku 1916 přinesl monarchii významné politické události. 21. října 1916 spáchal sociální demokrat Friedrich Adler atentát na předsedu předlitavské vlády Karla von Stürgkha. 21. listopadu pak monarchii zasáhla ještě větší rána, když ve věku 86 let zemřel císař František Josef I. Zesnulého císaře na trůně vystřídal jeho prasynovec Karel, který si jako ministra zahraničí zvolil českého šlechtice Otakara Černína.

### Hospodářské problémy
Po vypuknutí války a odchodu velké části mužské populace do armády došlo v monarchii k citelnému stagnování zemědělské produkce. Krizi v zemědělství navíc prohluboval i nedostatek hnojiv a osiv, která se před válkou z velké části dovážela. Tato krize se výrazně dotkla i českých zemí, které v rámci Předlitavska představovaly největšího producenta obilovin, lnu, chmele a brambor. Následný nedostatek surovin záhy zasáhl i potravinářský průmysl, což se v českých zemích promítlo především v útlumu produkce cukrovarů a pivovarů. Strategické odvětví českého průmyslu, tedy těžba uhlí, v průběhu války upadala nejen kvůli chybějícím pracovním silám, ale též pro stále citelnější absenci využitelných železničních souprav. Za války naopak prosperovaly domácí podniky těžkého a zbrojního průmyslu (plzeňská Škodovka) a díky armádním zakázkám se dařilo například i obuvnickému závodu Baťa.

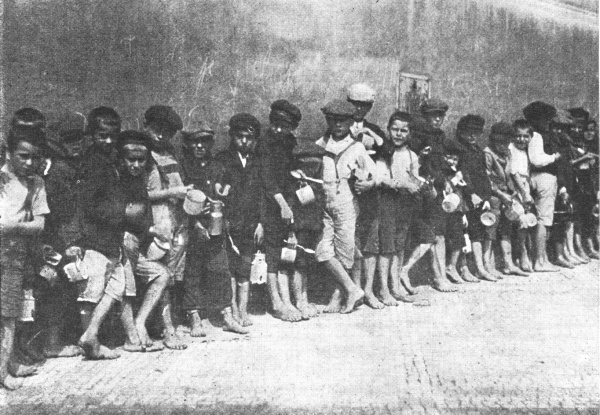
Fronta hladových dětí čekající na polévku

Na zhoršující se hospodářskou situaci zareagovala vláda v dubnu 1915 zavedením přídělového systému. K dalšímu výraznému zhoršení situace však došlo na přelomu let 1915 a 1916. Hospodářská krize se promítla i na venkově. Lidem byla zabavována mouka, obilí, seno i sláma. Ženy a děti musely obdělávat pole samy, a to i přesto, že postrádaly koně i krávy do potahu, které jim zabavila armáda. Obilí se mlelo pouze na povolení, do chleba se přidávala sláma i otruby. Nedostatek potravin způsobil, že lidé jedli psy, kočky, veverky, vrány a jiná zvířata. Kvetl černý obchod s potravinami, lidé si snažili zhotovovat skrýše, kde schovávali potraviny. Tomuto stavu nezabránila ani celá řada hospodářských opatření. Rakousko-Uhersko připravené jen na několikaměsíční válečné tažení bylo nuceno k financování válečných potřeb státními půjčkami a směnkami. Nakonec pak monarchie přistoupila i k masovému tištění bankovek.
Situaci nepřispěla ani vlna válečných uprchlíků z Haliče a Bukoviny, která české země kvůli tvrdým bojům na východní frontě zaplavila již krátce po vypuknutí válečného konfliktu. Jednalo se především o Poláky a Židy, což v zemi podněcovalo antisemitské nálady. Agresivitu protižidovských bouří zvyšovala bída spojená s pokračující válkou a odpor veřejnosti proti spekulantům a válečným zbohatlíkům.

## Závěr války

### Rok 1917
Monarchie otřesená zprávou o smrti císaře Františka Josefa se počátkem roku 1917 musela potýkat s přibývajícími ztrátami na životech a s dalším zhoršováním zásobovací situace. Nedostatek potravin se začal projevovat nejprve v zázemí, neboť potraviny byly primárně vyhrazovány vojákům ve frontových liniích. V rámci Rakouska-Uherska se pak zásob nedostávalo především agrárně méně soběstačnému Předlitavsku.

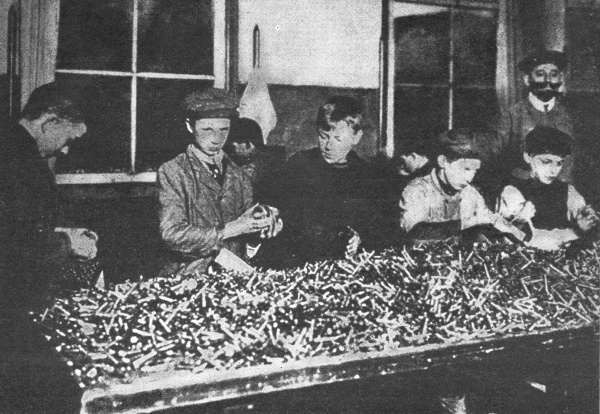
Mladiství dělníci v továrně na střelivo

První mezi válčícími státy neustál hospodářské zhroucení své země carský režim v Rusku. Car Mikuláš II. byl během Únorové revoluce donucen abdikovat, což našlo svůj ohlas i v české veřejnosti. Lidé věřili, že ruská revoluce přiblížila konec války. V Německu a Habsburské monarchii začaly přibývat protesty, konaly se stávky a propukaly hladové a protidrahotní demonstrace. Vliv ruské revoluce a kritická situace říše donutily mladého císaře Karla a vládu, aby na 30. května 1917 svolali parlament, který se nesešel od počátku války. Spolu s obnovením Říšské rady pak byly do určité míry obnoveny i některé základní ústavní svobody. V den znovuobnovení Říšské rady bylo na její půdě českými poslanci předneseno státoprávní prohlášení, v němž poslanci žádali autonomii českých zemí ve spojení se Slovenskem. Vedle deklarace českých poslanců vydali téhož dne svou deklaraci také poslanci jihoslovanští.
Císař Karel, který si byl vědom kritické situace v níž se monarchie nacházela, se marně pokusil o uzavření příměří. Císař ještě na počátku prosince roku 1916 převzal velení armády a 1. března 1917 odvolal z postu velitele generálního štábu Conrada von Hötzendorf. Poté, co Německé císařství zcela ovládané svým vojenským velením odmítlo rakouský návrh na podání mírového návrhu, pokusil se císař o tajné separátní mírové jednání s představiteli Dohody. Po odhalení těchto jednání během Sixtovy aféry však Rakousko-Uhersko ztratilo další možnosti na jednání o separátním míru a bylo zcela připoutáno ke svému německému spojenci. Válečnou situaci Centrálních mocností z dlouhodobého hlediska výrazně zhoršil vstup Spojených států amerických do války. Německu vyhlásili Američané válku 6. dubna 1917. Válku Rakousku-Uhersku však USA vyhlásily teprve 7. prosince téhož roku.
V zahraničí mezitím sílil československý protirakouský odboj. V lednu 1917 byl v Itálii založen český dobrovolnický sbor, takže československé legie měly zastoupení na západní, východní i italské frontě. Počátkem července se na východní frontě uskutečnila bitva u Zborova, ve které českoslovenští legionáři zvítězili nad rakousko-uherskými jednotkami. Tato bitva byla československým odbojem využita pro propagandistickou kampaň. I v důsledku této bitvy se československé legie v Rusku začaly rozrůstat velmi rychlým tempem a do konce roku tak mohl být vytvořen armádní sbor.
K významné politické události došlo na konci roku 1917 v Rusku, kde se během listopadového vojenského převratu dostali k moci bolševici, kteří prosazovali ukončení války s Centrálními mocnostmi. 8. listopadu byl vydán Dekret o míru a 28. téhož měsíce zaslali bolševici Ústředním mocnostem nótu nabízející mír. Pasáž o zárukách sebeurčovacího práva národnostního byla pro monarchii velmi nebezpečná a došlo proto k jejímu zcenzurování. Armády Centrálních mocností mezitím využily slabosti svého ruského soupeře a během jednání s bolševiky o uzavření mírové smlouvy postoupily na východní frontě až do Pobaltí, Běloruska a na Ukrajinu. Bolševici, proti nimž se v občanské válce záhy postavili bělogvardějci, souhlasili s německými a rakouskými mírovými podmínkami a 3. března 1918 byl podepsán Brestlitevský mír. V jednom z jeho bodů se bolševici zavázali k umožnění návratu 630 000 rakousko-uherských válečných zajatců. Po uzavření míru mezi bolševiky a Centrálními mocnostmi bylo rozhodnuto, že československé legie v Rusku se po transsibřské magistrále přesunou do Vladivostoku a odtud pak na západní frontu. Během anabáze se legie dostaly do konfliktu s bolševiky a poslední transporty s těmito vojáky se do vlasti vrátily teprve v roce 1920.

### Rok 1918

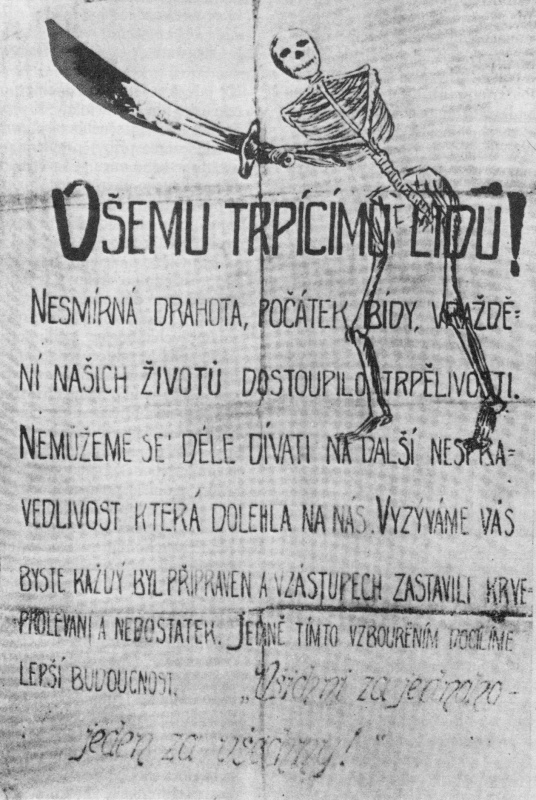
Leták proti bídě, hladu a válce (1918)

I přes vítězství na východní frontě byla situace v rakousko-uherské monarchii počátkem roku 1918 kritická. Jednalo se zejména o bídu a hlad, kterými již trpěli nejen civilisté v zázemí, ale stále častěji i vojáci. Vysokou úmrtnost způsobovaly zásobovací potíže a epidemie. Nedostatek pracovních sil a surovin, zejména uhlí, pak vedly k výraznému poklesu výroby. Dle odhadů poklesla zemědělská produkce monarchie před koncem války nejméně o 40 % a v zimě na přelomu let 1917 a 1918 zasáhl města v Rakousku-Uhersku velký hlad. Vedle stále častějších stávek začaly i v českých zemích v průběhu roku 1918 přibývat masové demonstrace, kterých se ve velkém účastnily ženy. Zhroucení zásobování v Předlitavsku zabránil na jaře roku 1918 dovoz potravin z Rumunska a Uher. Obsazení Ukrajiny, která měla po Brestlitevském míru sehrát roli obilnice Centrálních mocností, se pro Rakousko-Uhersko ukázalo jako neefektivní, neboť silná armáda vydržovaná pro její uhájení většinu tamního obilí spotřebovala sama.

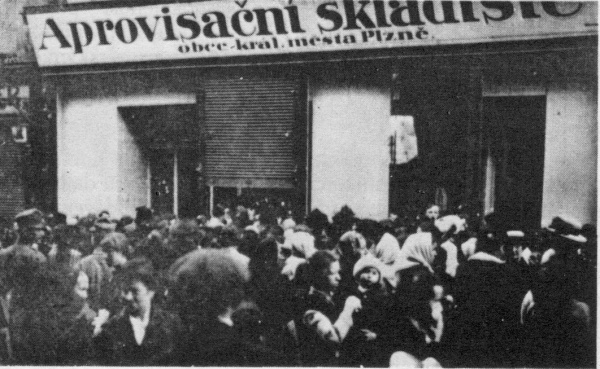
Demonstrující ženy před aprovizačním skladištěm v Plzni 1918

Na jaře roku 1918 postupoval rozklad rakousko-uherské armády. Nedostatečné zásobování a tvrdý režim vedly u mnoha posádek k vypuknutí nepokojů. Mezi nejznámější vzpoury patřilo lednové povstání námořníků v Boce Kotorské, květnová vzpoura v Rumburku či vzpoura v srbském městě Kragujevac. Vedle těchto nepokojů přibývalo rovněž dezercí. Vojáci vracející se po uzavření Brestlitevského míru z ruského zajetí se totiž odmítali po udělené dovolené vrátit zpět k útvarům. Tito zběhové, kteří se ukrývali před vojenskou službou bývali označováni jako „zelené kádry“.
V českém prostředí se sociální revolta stále častěji propojovala s národními požadavky. Dne 6. ledna 1918 vydalo shromáždění všech českých zemských a říšských poslanců tzv. Tříkrálovou deklaraci, kterou požadovali autonomii pro Čechy a Slováky a jejich spojení v jeden státní celek v rámci Rakouska-Uherska. Koncem ledna se pak napříč monarchií uskutečnila generální stávka dělnictva pod ústředním heslem Mír, svoboda, chléb. Generální stávku v českých zemích následovaly další demonstrace a velké národní manifestace. Masové byly především prvomájové oslavy konané v Praze.
Výrazné úspěchy zaznamenal v průběhu roku 1918 československý odboj v zahraničí. Na spojení Čechů a Slováků v příštím samostatném státě se 31. května shodli zástupci českých a slovenských krajanských spolků ve Spojených státech při podpisu Pittsburské dohody. Především díky aktivitě Masaryka, Štefánika a Beneše a pod dojmem viditelných úspěchů československých bojových jednotek uznala francouzská vláda 29. června Národní radu československou jako základ příští československé vlády. Francouzskou vládu v tomto kroku v srpnu následovalo také Spojené království a v září Spojené státy.

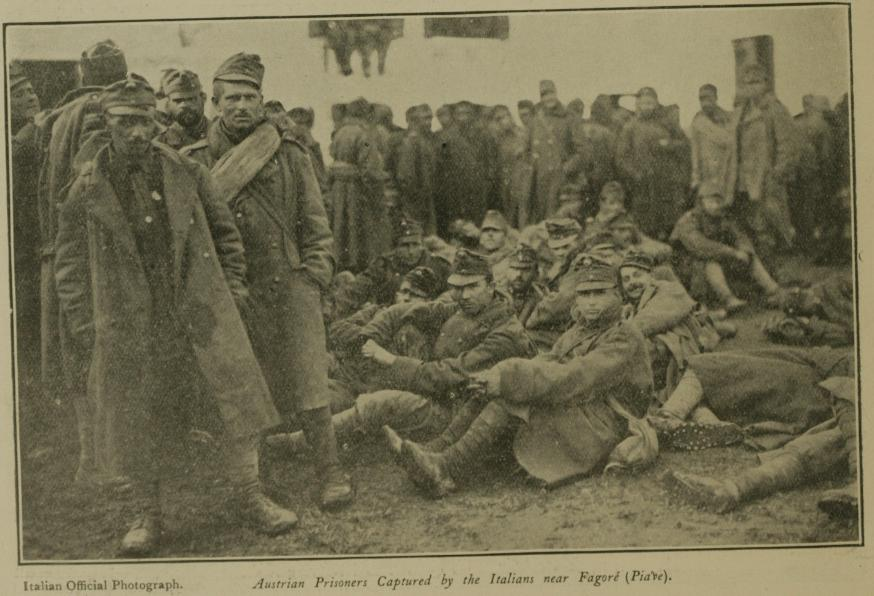
Rakousko-uherští zajatci v Itálii

Rozklad Rakouska-Uherska byl doprovázen porážkami jeho armád. Poslední ofenzívy Centrálních mocností ve Francii a v severní Itálii se v létě roku 1918 vyčerpaly a iniciativu na všech frontách zcela převzaly Dohodové mocnosti posílené Spojenými státy. V září se pod tlakem Dohody zhroutila soluňská fronta a na konci října porazili Italové demoralizovaná rakouská vojska v bitvě na Piavě. Většina vojáků habsburské monarchie v předtuše míru přecházela během italského útoku bez boje do zajetí a Itálie tak během posledního dne své ofenzívy získala na 360 000 rakousko-uherských zajatců.
Zoufalou situaci se císař Karel pokusil vyřešit vydáním svého manifestu 16. října, v němž ohlašoval federalizaci monarchie. Tento krok však již našel odezvu pouze v německých oblastech Rakouska-Uherska, když 21. října došlo ve Vídni k vyhlášení německého Rakouska (Deutschösterreich). V českých zemích se k tomuto státu přihlásilo německé obyvatelstvo příhraničních oblastí, které vyhlásilo provincie Deutschböhmen, Sudetenland, Deutschsüdmähren a Böhmerwaldgau. Zbývající národy monarchie však začaly na monarchii vyhlašovat samostatnost. Již 6. října vyhlásila samostatný polský stát polská Regentská rada. Maďaři v Uhrách, kteří vypověděli dualismus, pak vyhlásili samostatnost 28. října.
Politická situace se od léta roku 1918 pohnula také v českých zemích. Z iniciativy agrárníka Antonína Švehly byl 13. července ustanoven Národní výbor československý, jehož úkolem bylo připravit převzetí státní moci. Ve výboru zasedli zástupci státoprávních demokratů, sociálních demokratů, agrárníků, socialistů, katolických stran a realistů. Předsedou výboru se stal Karel Kramář, místopředsedy pak Švehla s Klofáčem. Socialistické strany si však již 6. září založily Socialistickou radu. Ta svolala na 14. října generální stávku, během níž se ve vícero českých městech protestovalo proti vývozu potravin z českých zemí a na některých místech došlo k vyhlášení samostatné Československé republiky. Socialistická rada a její akční výbor však nepodnikly opatření, aby proklamaci samostatné republiky zajistily i mocensky a navíc se proti jejich aktivitě postavily ostatní domácí politické strany, které se obávaly rostoucího vlivu socialistů.

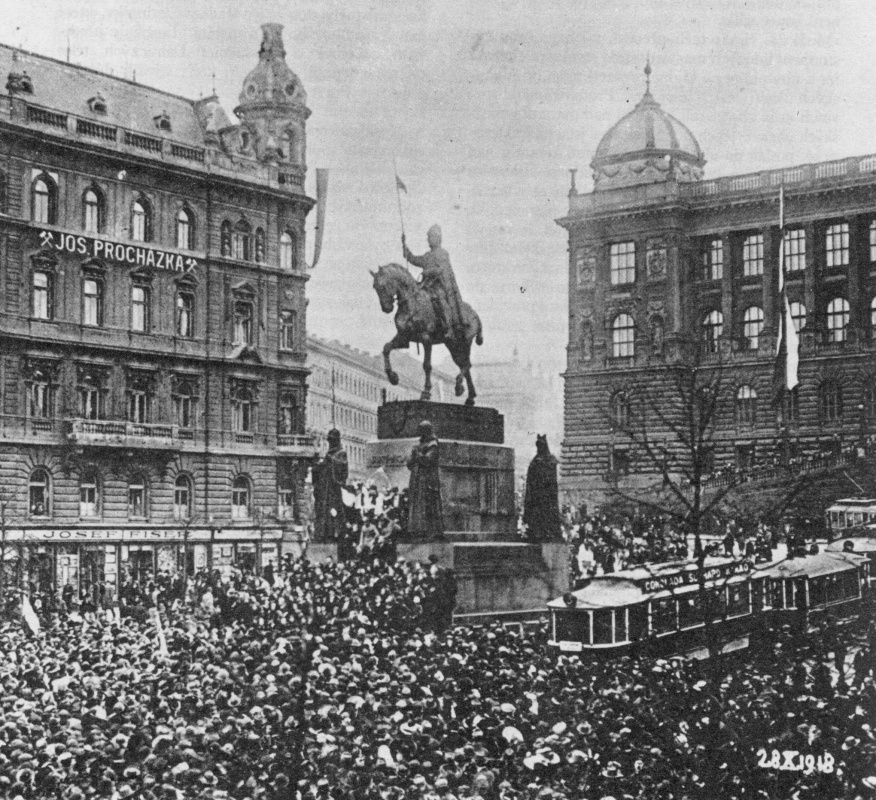
Pražské Václavské náměstí 28. října 1918

Své kroky zároveň podnikal i odboj v zahraničí. Ve stejný den, tedy 14. října, se Československá národní rada prohlásila prozatímní československou vládou. Masaryk byl jmenován jejím prezidentem, předsedou rady ministrů a ministrem financí, Beneš ministrem zahraničních věcí a Štefánik ministrem války. O čtyři dny později vydala Masarykova exilová vláda v Paříži Washingtonskou deklaraci adresovanou americkému prezidentovi Wilsonovi, v níž došlo k prohlášení československé nezávislosti. České zahraniční a domácí politické špičky odboje se rozhodly svůj další postup zkoordinovat na společném setkání ve švýcarské Ženevě. Během jejich jednání však v Praze došlo k převratu.
Říjnový plán Karlovy federalizace monarchie prezident Wilson jako podmínku míru nepřijal, neboť císařův návrh neodpovídal jeho programu poválečného uspořádání (neřešil práva Slováků ani ostatních uherských národů, nereflektoval jihoslovanské požadavky a nezaručoval spojení Poláků). 18. října proto přes švédského velvyslance americký prezident informoval rakouskou stranu o svém požadavku na samostatnost Čechoslováků a Jihoslovanů. Rakousko-Uherský ministr zahraničí hrabě Andrássy předal 27. října prostředníkům ve Švýcarsku, Švédsku a Španělsku tzv. Andrássyho nótu, ve které Rakousko-Uhersko vyslovilo ochotu zahájit okamžitá jednání o příměří. O den později, tedy 28. října 1918, došlo v pražské redakci Národní politiky k zveřejnění Andrássyho nóty. Lidé si omylem vyložili její uveřejnění jako rakouskou kapitulaci, což v Praze vyvolalo spontánní demonstrace a oslavy konce války. Češi strhávali symboly monarchie a došlo k vyhlášení nezávislosti Československa.

## Důsledky a odkaz války

### Politické důsledky války

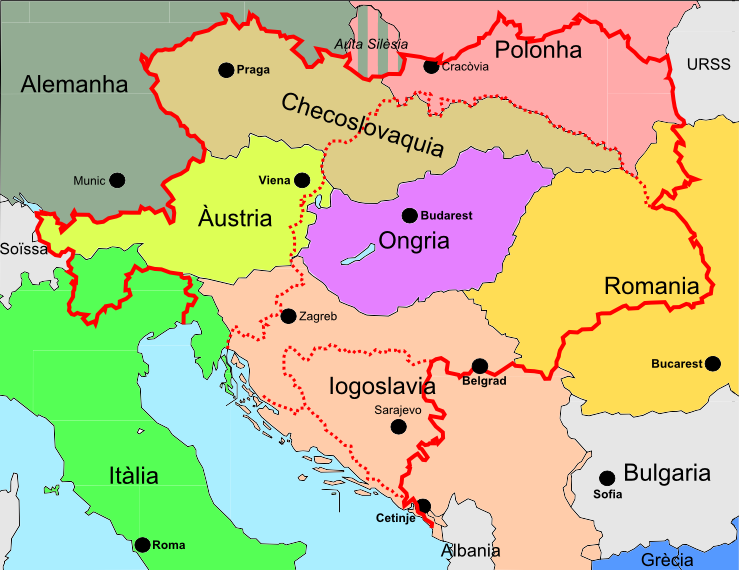
Mapa zachycující rozpad Rakouska-Uherska s vyznačenými nástupnickými státy

Porážka Rakouska-Uherska v první světové válce znamenala jeho rozpadnutí. Mírovou smlouvu právně potvrzující zánik rakouské části monarchie uzavřeli s novým rakouským státem zástupci Dohody a dalších nástupnických států Rakouska-Uherska na zámku v Saint-Germain-en-Laye 10. září 1919.
Rozpad Rakouska-Uherska představoval pro obyvatelstvo českých zemí stejně jako pro ostatní národy střední Evropy nejvýznamnější politický důsledek první světové války. Na místě bývalé monarchie došlo v oblasti českých zemí, Slovenska a Podkarpatské Rusi dík podpoře vítězných mocností k vytvoření První československé republiky. Rozpad monarchie znamenal i konec vlády Habsburské dynastie, která v českých zemích nepřetržitě vládla od roku 1526. Přestože však světová válka skončila, nedošlo k zastavení bojů, neboť nová republika se kromě potlačování odporu českých Němců žijících v příhraničních oblastech musela kvůli svým hraničním sporům prakticky ihned pustit do vojenských konfliktů se svými novými sousedy, Polskou a Maďarskou republikou.

### Hospodářské a demografické důsledky
Ačkoliv českými zeměmi během první světové války frontové linie přímo neprošly, byly Čechy, Morava a Slezsko, podobně jako zbytek střední Evropy, těžce zasaženou oblastí, na kterou tvrdě dopadly důsledky vyčerpávajících vojenských operací, tedy hlad, bída a strádání. České země se pak podobně jako ostatní regiony bývalé monarchie musely po válce vyrovnat se zmizením jednotného trhu bývalé monarchie. Rozvoji zahraničního obchodu bránily celní bariéry, kterými se proti sobě nově vzniknuvší, často vzájemně nepřátelské státy střední Evropy opevnily.
Odhady českých válečných ztrát na životech se tvoří velmi nesnadno a v absolutních číslech se proto často různí. Ivan Šedivý zmiňuje přibližně 1,4 milionu mužů povolaných do zbraně z českých zemí, přičemž udává necelých 140 000 Čechů, kteří měli padnout v rakousko-uherské armádě a dalších zhruba 5 500, kteří zemřeli v řadách legionářů. Jan Rychlík odhaduje, že Čechů a Slováků bylo do rakouské armády zmobilizováno přibližně milion tři sta tisíc a že v bojích jich zemřelo přibližně 160 000. Demograf Vladimír Srb pak počet vojáků z českých zemí padlých v bojích či zemřelých na následky válečných zranění odhadl na přibližně 300 000. Důkaz o vysokých ztrátách podávají české hřbitovy a mnohé památníky obětem Velké války.

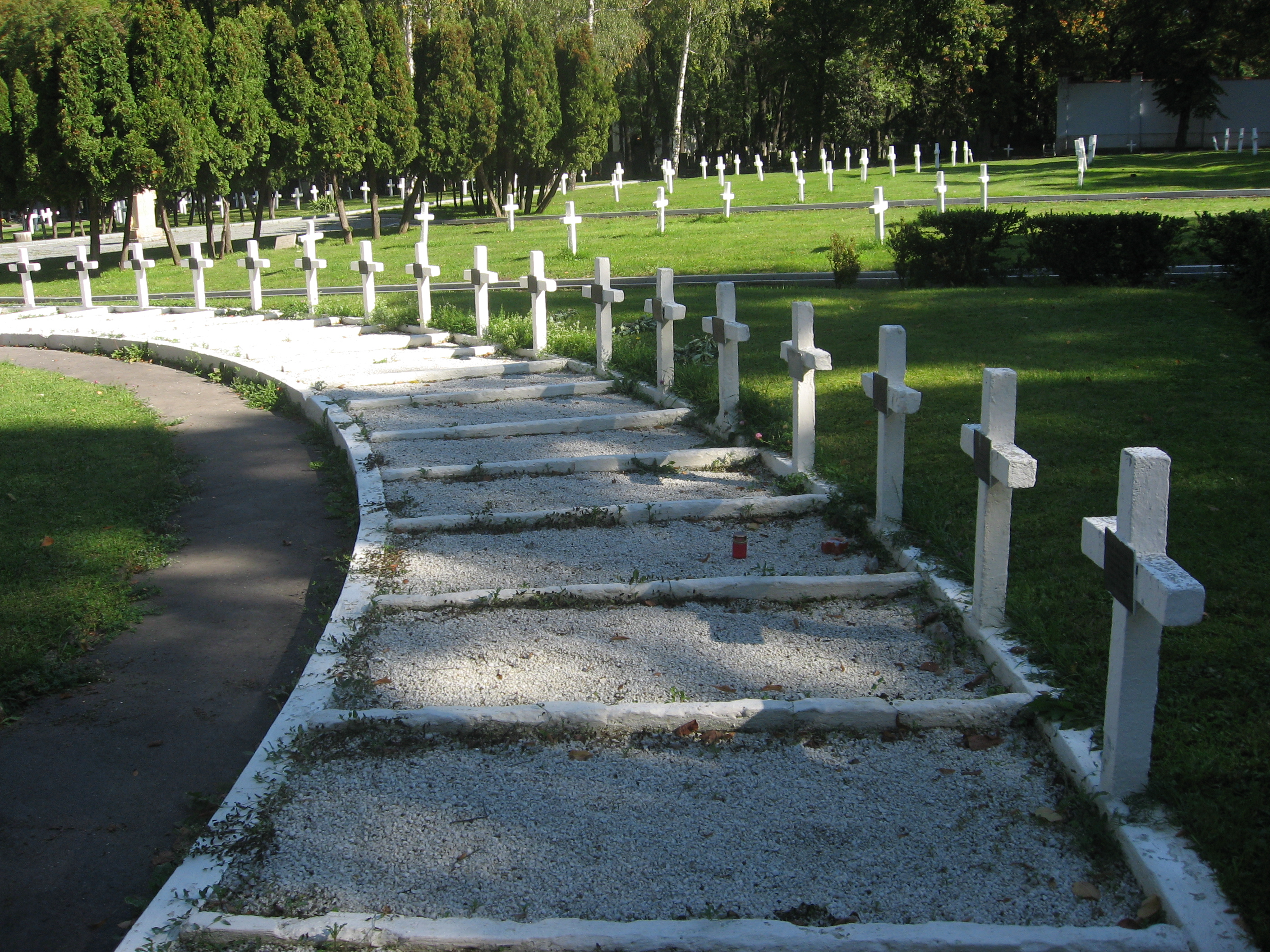
Pohřebiště československých legionářů na Olšanských hřbitovech v Praze
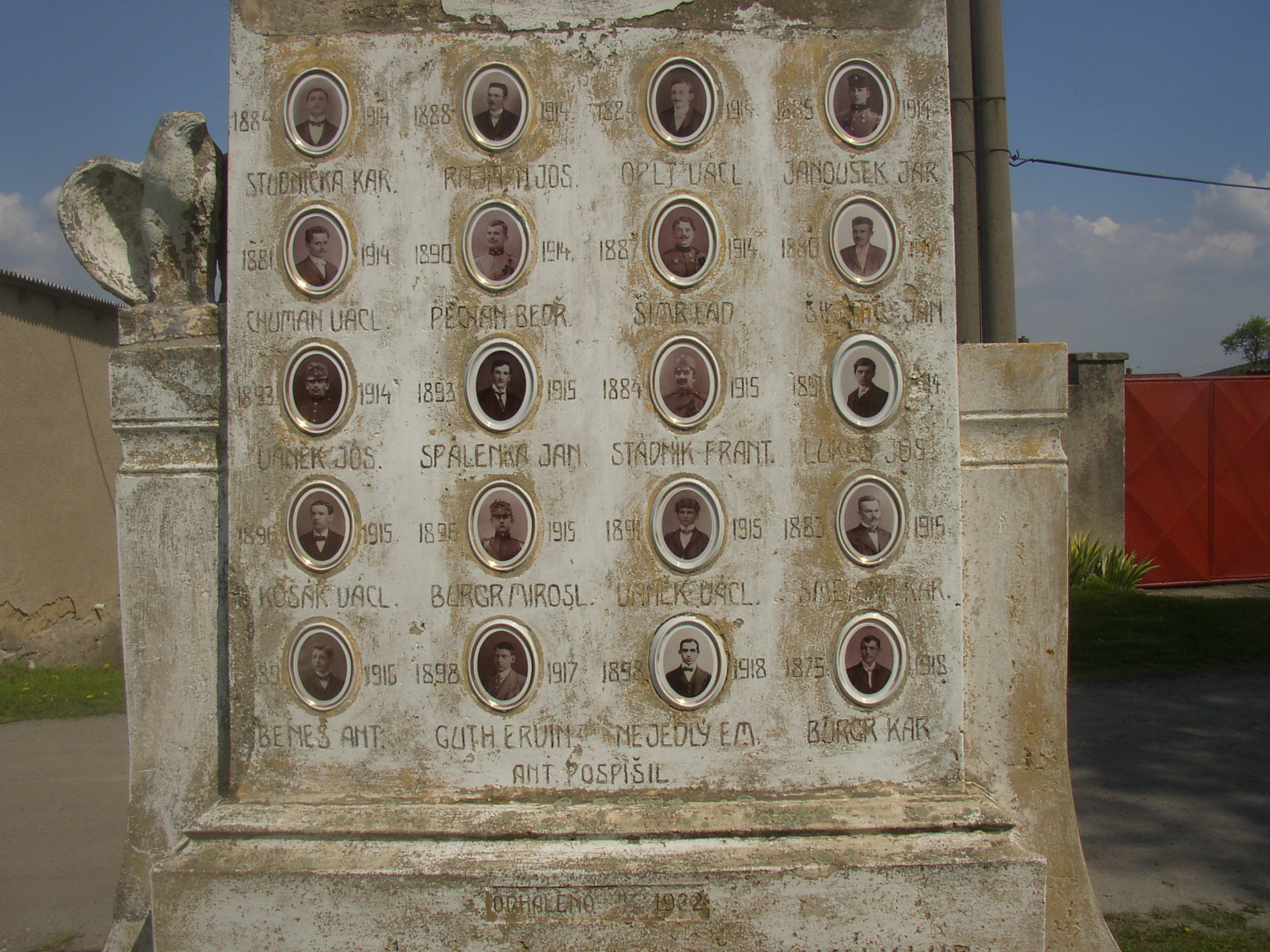
Oběti války na pomníku v obci Velké Přítočno
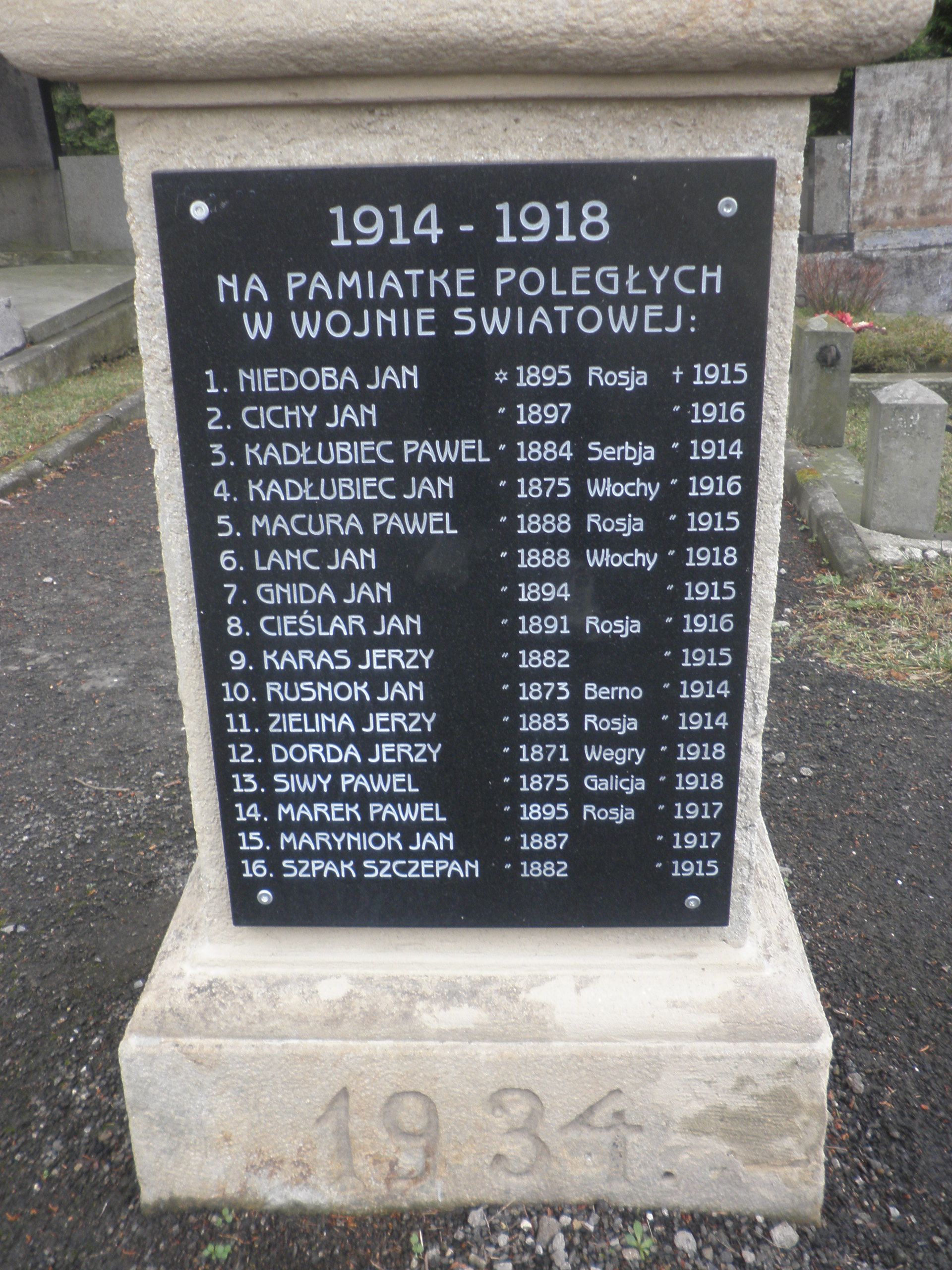
Pomník v Neborech u Třince
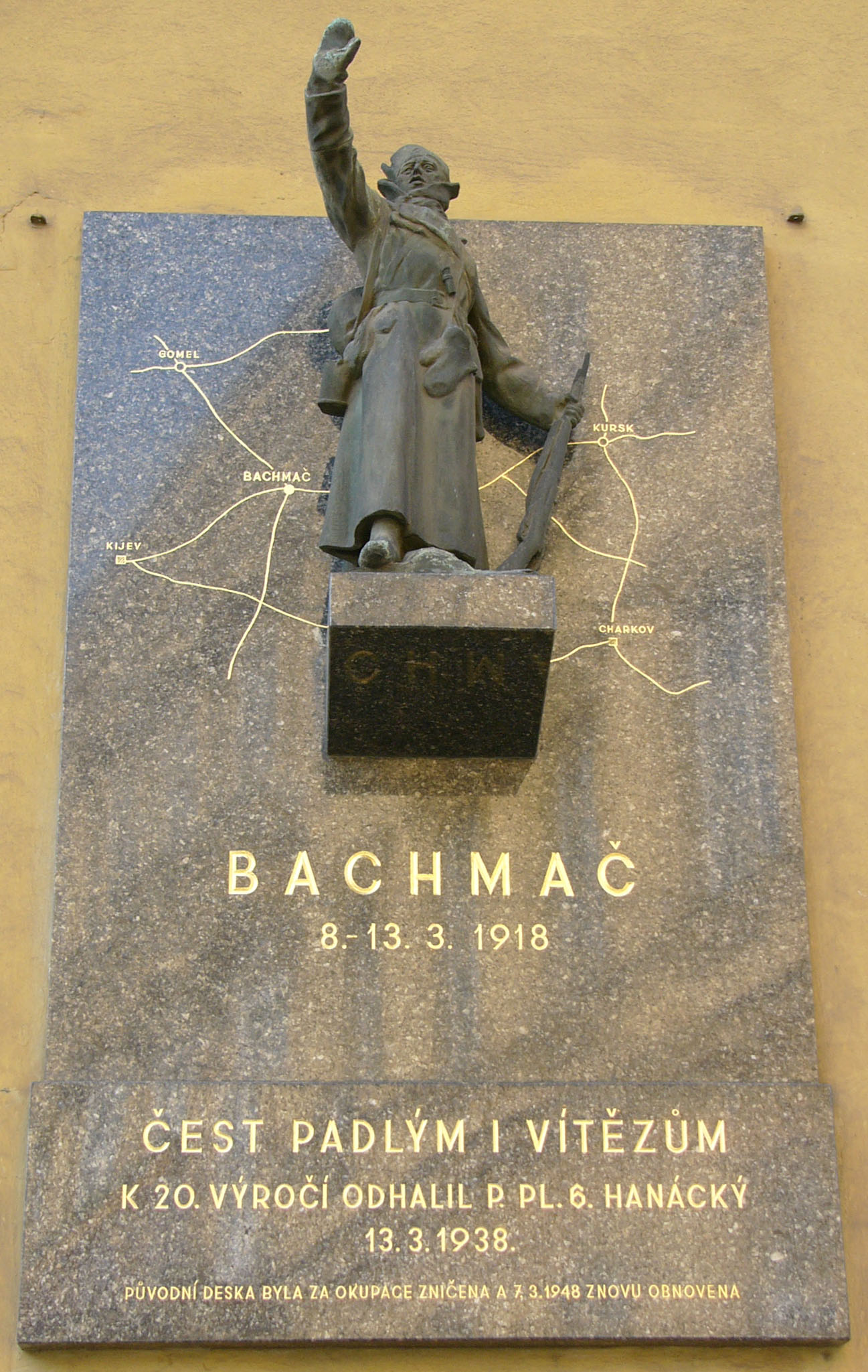
Pamětní deska v Olomouci připomínající bitvu u Bachmače
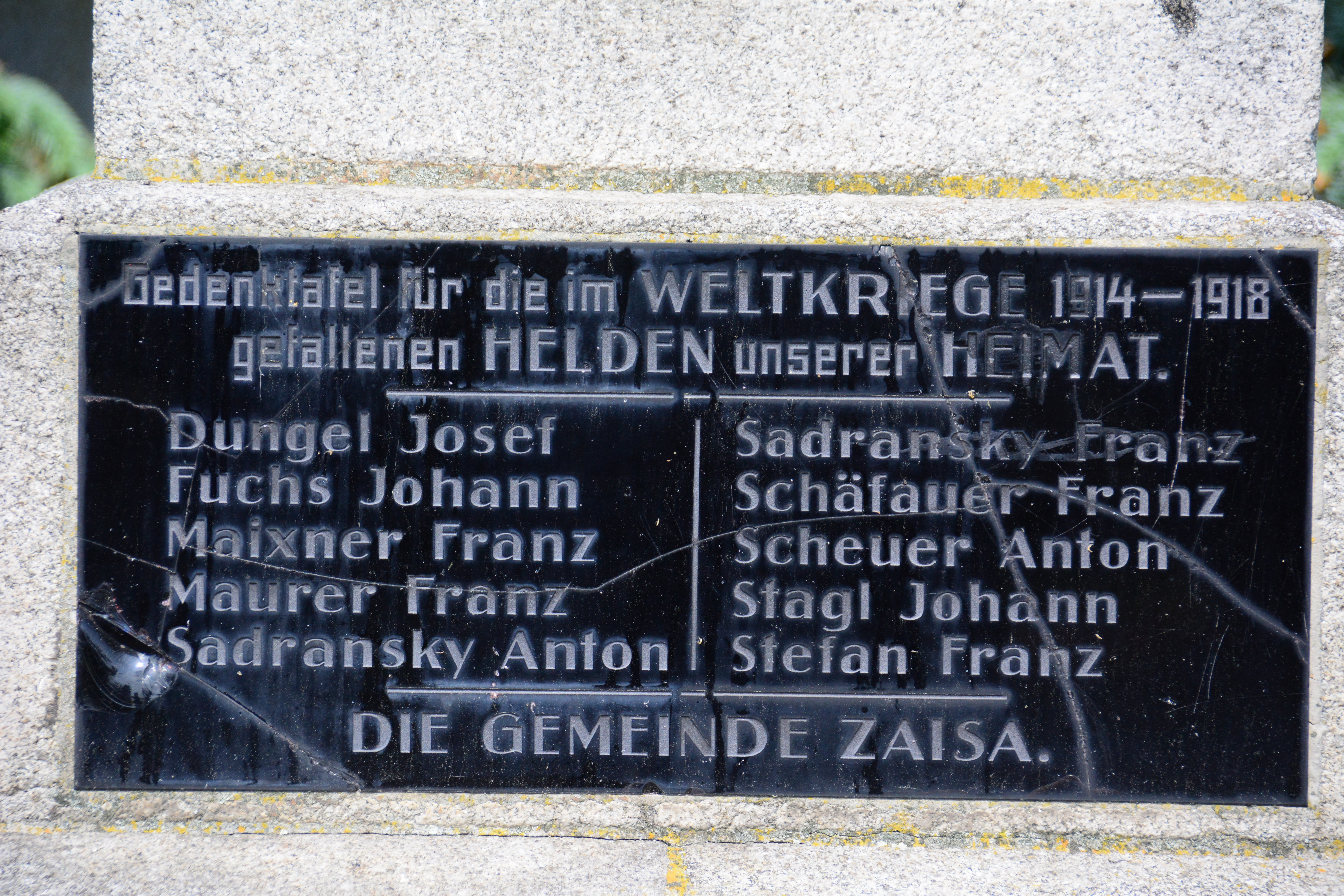
Pamětní deska padlým v jihomoravském Čížově

Další oběti si mezi zesláblým a vyhladovělým obyvatelstvem vybrala na konci války epidemie španělské chřipky, která v českých zemích vypukla v říjnu roku 1918. Od roku 1785 do 90. let 20. století představovaly roky 1914 až 1918 jediné období, kdy v českých zemích docházelo k přirozenému úbytku obyvatelstva. To způsobovala utlumená sňatečnost v průběhu války doprovázená nižší porodností a vyšší úmrtností.

### Společenské změny
S pádem Habsburské monarchie a vznikem republiky nastaly v české společnosti hluboké společenské změny. Ještě v prosinci 1918 bylo v Československu zrušeno používání šlechtických titulů a nové politické elity záhy přistoupily k zahájení pozemkové reformy. Kromě omezení poválečného vlivu šlechty válka podlomila i vztah mnoha jedinců k církvím. V českých zemích nově vzniknuvší První republika se ve svých počátcích proti klerikalismu katolické církve přímo vymezovala a často bylo poukazováno na dřívější propojení Habsburků a katolické církve. Udává se, že v poválečném Československu opustilo řady církve přibližně jeden a tři čtvrti milionu věřících.
V souvislosti s důsledky první světové války se často hovoří také o ztrátě hodnot, morálky a neúctě k právu. Ačkoliv během válečných let patrně kvůli tvrdým postihům a absenci mužů v zázemí kriminalita v Habsburské monarchii poklesla, velmi výrazně se zvýšil počet provinivších se žen a mladistvých. Jedním z neblahých důsledků války pak byla přebujelá kriminalita v meziválečném období.
Dalším z důsledků války byla zrychlující se ženská emancipace, neboť ženy byly za války donuceny přejímat mužské role nejen v zaměstnání, ale při ztrátě mužských členů rodin suplovaly ženy role mužů i v samotných rodinách. Volební právo obdržely ženy v Československu v roce 1919. Po válce získaly ženy právo volit například také v Anglii, Německu či dalších nástupnických státech po Rakousku-Uhersku s výjimkou Jugoslávie.

### Odraz války v kultuře
Válka se výrazným způsobem promítla též v poválečné kultuře a umění. Na válečné hrůzy reagovaly především umělecké styly expresionismus a dadaismus. Z českých umělců ovlivněných Velkou válkou lze jmenovat malíře a spisovatele Josefa Váchala, malíře a architekta Wenzela Hablika, básníka Bartoše Vlčka, skladatele Aloise Hábu či malíře Václava Špálu a Bohumila Kubištu.